# Oficina de Correos y Palacio de Justicia del Ayuntamiento (Nueva York)
La Oficina de Correos y Palacio de Justicia del Ayuntamiento (en inglés, City Hall Post Office and Courthouse) fue diseñada por el arquitecto Alfred B. Mullett para un sitio triangular en la Ciudad de Nueva York a lo largo de Broadway en el Centro Cívico, Lower Manhattan, en el Parque del Ayuntamiento al sur del Ayuntamiento de Nueva York (Estados Unidos). El edificio de estilo Segundo Imperio, erigido entre 1869 y 1880, no fue bien recibido. Comúnmente llamada "Monstruosidad de Mullett", fue demolida en 1939 y el sitio se usó para extender City Hall Park hacia el sur.

## Historia
Desde 1845, la oficina de correos principal de la ciudad estaba ubicada en la Iglesia Middle Collegiate en Nassau Street, un oscuro edificio del siglo XVIII que en la década de 1860 superó su capacidad. El Congreso finalmente aprobó fondos para una nueva oficina central de correos, y se llevó a cabo un concurso para propuestas de diseño. Se presentaron cincuenta y dos diseños, pero ninguno se consideró aceptable. Cinco firmas (Richard Morris Hunt, Renwick and Sands, Napoleon LeBrun, Schulze and Schoen, y John Perret) fueron seleccionadas para colaborar en un solo diseño.
Estas produjeron un concepto del Segundo Imperio que tomó prestado de la Galería de Arte Corcoran de Renwick y el Capitolio de Nueva York. Al sentir que el diseño propuesto era demasiado caro, Mullett se hizo cargo de este, que de todos modos costó 8,5 millones de dólares. Este golpe puede haber influido en las opiniones sobre su producto final. La estructura de hierro estaba revestida con granito pálido extraído en Dix Island, en el condado de Knox.

Con respecto a la falta de popularidad del edificio, The New York Times escribió en 1912:
La Oficina de Correos de Mullett siempre ha sido una monstruosidad arquitectónica y, desde el principio, ha sido insatisfactoria para el Servicio Postal y los Tribunales Federales debajo de su techo.

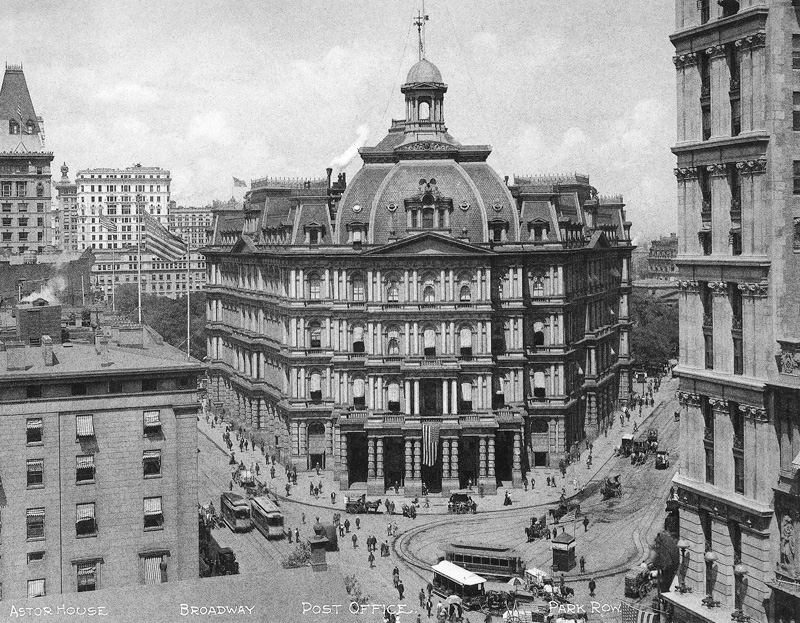
El Palacio de Justicia y la Oficina de Correos del Ayuntamiento, ca. 1906

Construido en cinco pisos (el quinto en su techo abuhardillado) con un sótano para clasificar el correo y un subsótano para maquinaria, el edificio albergaba la oficina principal de correos de Nueva York, así como salas de audiencias y oficinas federales en su tercer y cuarto piso. Tenía tubos neumáticos para la transferencia eficiente del correo a otras oficinas de correos. Desafortunadamente, el estrecho sitio trapezoidal requería que los muelles de carga de la oficina de correos estuvieran en el lado que daba al Ayuntamiento y al parque. El estilo francés del Segundo Imperio y el vocabulario arquitectónico del edificio eran similares a los de sus hermanos supervivientes, la antigua oficina de correos en San Luis, y el antiguo edificio de oficinas ejecutivas en Washington D. C.
El 1 de mayo de 1877, durante la construcción del edificio, tres trabajadores murieron cuando se derrumbó una losa de hormigón, lo que provocó una investigación por parte de la ciudad y una refutación pública de las acusaciones de mala conducta de Mullett.
El sitio anterior del edificio está directamente frente a Broadway desde el Woolworth Building. Con el paso del tiempo y los gustos cambiantes, la crítica arquitectónica ahora considera que la Oficina de Correos del Ayuntamiento es una de las mejores obras de Mullett, proporcionando un elemento definitorio que ahora falta en la parte inferior del Parque del Ayuntamiento.